# 龙桥街道 (重庆市)
龙桥街道，是中华人民共和国重庆市涪陵区下辖的一个乡镇级行政单位。

## 行政区划
龙桥街道下辖以下地区：
南岸浦社区、北拱社区、石塔村、双桂村、沙溪村、荣桂村、袁家村、汤家院村、牌坊村、麻磊村、龙安村、齐心村和八一村。